# Coptosperma wajirense
Coptosperma wajirense är en måreväxtart som först beskrevs av Diane Mary Bridson, och fick sitt nu gällande namn av J. Degreef. Coptosperma wajirense ingår i släktet Coptosperma och familjen måreväxter. Inga underarter finns listade i Catalogue of Life.